# Aspilota brevicauda
Aspilota brevicauda är en stekelart som beskrevs av Vladimir Ivanovich Tobias 1962. Aspilota brevicauda ingår i släktet Aspilota och familjen bracksteklar. Inga underarter finns listade.